# Kismonográfiák (könyvsorozat)
Kismonográfiák – az Ifjúsági Könyvkiadó által 1968-ban indított s 1970-től a kolozsvári Dacia Könyvkiadó által folytatott sorozat. Megszűnt 1984-ben.
Egységes (1971-től változtatott) grafikai kiállításban 5-7 ív terjedelmű irodalomtörténeti pályaképek – olykor egy-egy műfaj vagy irodalmi korszak – összefoglaló bemutatására vállalkozó köteteket fogott össze, a témához kötődő kép- és illusztráció-anyaggal gazdagítva.
Itt jelent meg Kántor Lajos Móricz Zsigmondról, Mózes Huba József Attiláról és Szabédi Lászlóról, Izsák József Tamási Áronról, V. Szendrei Júlia Csokonairól, Varró János Kós Károlyról, Fábián Ernő Apáczai Csere Jánosról, Rohonyi Zoltán Kölcseyről, Robotos Imre Karinthy Frigyesről és Tabéry Gézáról, Indig Ottó Juhász Gyuláról és Horváth Imréről, Veress Dániel Mikesről és Kemény Zsigmondról, Szávai Géza Méliusz Józsefről, Lászlóffy Aladár Szabó Lőrincről, Kozma Dezső Mikszáth Kálmánról írott monográfiája; továbbá Dávid Gyula könyve Jókai erdélyi tárgyú műveiről, Kozma Dezső összefoglalója a 19. század század Kolozsvár irodalmi és hírlapírói világáról, Kötő József kötete a romániai magyar dráma két háború közötti fejezetéről. Ebbe a sorozatba illesztette be a kiadó Szilágyi Júlia Swift és a huszadik század (1968) és Szilágyi Domokos Kortársunk, Arany János (1969) c. nagyesszéjét, valamint Şerban Cioculescu Caragiale- és Kormos Gyula Rebreanu-monográfiáját.
A sorozatot kezdetben Jancsik Pál, majd Varró János szerkesztette egészen 1984-ig, amikor – népszerűsége és gyakorlati hasznossága ellenére – a kiadó megszüntette.